# .pg
.pg là tên miền quốc gia cấp cao nhất (ccTLD) của Papua New Guinea.
Đăng ký thực hiện ở các tên cấp 2 như .com.pg, .net.pg, .ac.pg, .gov.pg, .mil.pg, và .org.pg.
Chính sách giải quyết tranh chấp tương tự như Giải pháp Mạng của UDRP vào năm 2000; người chủ thương hiệu có thể phản đối việc cấp phát tên miền và điều này sẽ dẫn đến tên miền được phân phát trừ khi người đăng ký cũng cung cấp quyền sử dụng thương hiệu (và trả tiền để bồi thường cho nhà đăng ký), hoặc nếu không sẽ mở phiên tòa để thực hiện nguyện vọng của họ.